# يوهانس فون هانشتاين
يوهانس فون هانشتاين (بالألمانية: Johannes von Hanstein)‏ (و. 1822 – 1880 م) هو عالم نبات، وأستاذ جامعي ألماني، ولد في بوتسدام، كان عضوًا في الأكاديمية الألمانية للعلوم ليوبولدينا، توفي في بون، عن عمر يناهز 58 عاماً.